# Pieris balcana
Pieris balcana är en fjärilsart som beskrevs av Zdravko Lorkovic 1970. Pieris balcana ingår i släktet Pieris och familjen vitfjärilar. IUCN kategoriserar arten globalt som livskraftig. Inga underarter finns listade i Catalogue of Life.